# 3環狀9放射
3環狀9放射（日语：／ San kanjō Kyū hōsha */?）是日本國土交通省等提出的首都圈道路交通網構想，建造以東京為中心的放射道路與環狀道路。

## 概要
自高度經濟成長期起建造的東京放射道路，將通過首都圈的車流集中在東京都心地區，而由此產生交通堵塞所造成的經濟損失與公害成為一大課題。因此，為了減少都心的通過車輛、改善首都圈內交通狀況與提高道路網容錯性，開始進行環狀道路的整建。

## 組成
3環狀9放射由以下道路組成（包含建設中道路）。

### 3環狀
1. 首都圈中央連絡自動車道 - 東京灣水線（40 - 60公里圈）
  - 橫濱橫須賀道路金澤支線 （並木IC - 釜利谷JCT）
  - 首都圏中央連絡自動車道 （釜利谷JCT - 木更津JCT）
    - 橫濱環狀南線 （橫濱橫須賀道路戶塚支線） （釜利谷JCT - 榮JCT）
    - 橫濱湘南道路 （榮JCT - 藤澤IC）
    - 新湘南繞道（日语：新湘南バイパス） （藤澤IC - 茅崎JCT）
    - 相模縱貫道路（日语：さがみ縦貫道路） （茅崎JCT - 相模原IC）
    - 千葉東金道路 （松尾橫芝IC - 東金IC、JCT）
    - 東京灣橫斷、木更津東金道路 （東金IC、JCT - 木更津JCT）

  - 東京灣水線連絡道（東京灣橫斷、木更津東金道路） （木更津JCT - 木更津金田IC）
  - 東京灣水線（東京灣橫斷、木更津東金道路） （木更津金田IC - 川崎浮島JCT）
2. 東京外環自動車道 （- 第二東京灣岸道路（日语：第二東京湾岸道路））（15公里圈）
  - 東京外環自動車道 （東名JCT - 高谷JCT）
    - 首都高速灣岸線至東名高速道路的區間正在調査中，未決定都市計畫。

  - 第二東京灣岸道路
    - 候補路線，未決定都市計畫。
3. 首都高速中央環狀線 - 首都高速灣岸線
  - 首都高速中央環狀線 （大井JCT - 葛西JCT）
  - 首都高速灣岸線 （大井JCT - 葛西JCT）

### 9放射
以下道路由西南側以順時針方向列出。東關東自動車道與京葉道路、館山自動車道在外環道與圈央道之間的宮野木JCT交會，因此以與外環道及與圈央道的接續順序記述。
1. 東京灣岸道路
  - 首都高速灣岸線東京以西 - 橫濱橫須賀道路
2. 第三京濱道路（日语：第三京浜道路） - 橫濱新道（日语：横浜新道）
  - 中央環狀線與外環道之間沒有實際計畫。首都高速2號目黑線延伸第三京濱道路尚無具體計畫，中央環狀線與2號目黑線也無計畫連接。
3. 首都高速3號澀谷線 - 東名高速道路
4. 首都高速4號新宿線 - 中央自動車道
5. （10号線 -） 關越自動車道
  - 10號線的都市計畫一直未決定，事業主體與動工時期也未定。此外，中央環狀線沒有設計與10號線連接。
6. （首都高速1號上野線延伸 -） 首都高速川口線 - 東北自動車道
  - 1號上野線有延伸中央環狀線、連接本木JCT的構想，目前沒有進展。
7. 首都高速6號三鄉線 - 常磐自動車道
8. 首都高速灣岸線東京以東 - 東關東自動車道
9. 首都高速7號小松川線 - 京葉道路 - 館山自動車道

## 3環狀與9放射的連接狀況
下表為2014年，3環狀與9放射的連接狀況。
| 9放射＼3環狀                      | （C2）中央環狀線           | 外環道                   | 圈央道            |
| --------------------------------- | -------------------------- | ------------------------ | ----------------- |
| （B）灣岸線 - 橫濱橫須賀道路      | 大井系統交流道             | 計畫未定                 | 釜利谷系統交流道  |
| 第三京濱 - 橫濱新道               | 無計畫                     | 計畫未定                 | 無計畫            |
| （3）澀谷線 - 東名                | 大橋系統交流道             | 東名系統交流道（建設中） | 海老名JCT         |
| （4）新宿線 - 中央道              | 西新宿系統交流道           | 中央JCT（建設中）        | 八王子JCT         |
| 練馬線 - 關越道                   | 計畫未定                   | 大泉JCT                  | 鶴島JCT           |
| （S1）川口線 - 東北道             | 江北系統交流道             | 川口系統交流道           | 久喜白岡JCT       |
| （6）三鄉線 - 常磐道              | 小菅系統交流道             | 三鄉JCT                  | 筑波JCT           |
| （B）灣岸線 - 東關東道            | 葛西系統交流道             | 高谷系統交流道           | 大榮JCT（建設中） |
| （7）小松川線 - 京葉道路 - 館山道 | 小松川系統交流道（建設中） | 京葉JCT（建設中）        | 木更津系統交流道  |

## 相關道路
- 3環狀內側有首都高速都心環狀線。
- 3環狀外側有關東環狀道路（日语：関東環状道路） （100 - 150公里圈）。
  - 新東名連絡路 （尾羽JCT - 吉原JCT）
  - 中部橫斷自動車道 （吉原JCT - 佐久JCT，區間內的双葉JCT - 長坂JCT與中央自動車道重複）
  - 上信越自動車道 （佐久JCT - 藤岡JCT）
  - 關越自動車道 （藤岡JCT - 高崎JCT）
  - 北關東自動車道 （高崎JCT - 水戶南IC，區間內的岩舟JCT - 栃木都賀JCT與東北自動車道重複）
  - 東水戶道路 （水戶南IC - 常陸那珂IC）
  - 常陸那珂收費道路（日语：常陸那珂有料道路） （常陸那珂IC - 常陸那珂港IC）

## 外部連結
- 3環狀 (圈央道、外環、中央環狀)（页面存档备份，存于）
- 首都圈環狀道路整備狀況（2004年度版日本道路）（页面存档备份，存于） - 國土交通省道路局（2011年11月8日閲覧）